# Liz Trubridge
Liz Trubridge (* Mai 1955) ist eine britische Film- und Serienproduzentin.

## Leben
Die 1955 geborene Trubridge begann nach dem Studium ihre Karriere bei der BBC, wo sie zunächst als Assistanzregisseurin und Script Editor wirkte. Seit Anfang der 1980er Jahre war sie auch an der Produktion verschiedener Filme und Serien beteiligt.
Seit From Time to Time arbeitet sie regelmäßig mit Julian Fellowes zusammen. Mit Fellowes produzierte Trubridge seit dem Jahr 2010 die Fernsehserie Downton Abbey. Ebenso fungierte sie für die beiden Kinofilme Downton Abbey und Downton Abbey II: Eine neue Ära als Produzentin.

## Filmografie
Produzentin
- 1981: Tales from the Thousand and One Nights
- 1993: The Riff Raff Element
- 1999: Sex, Chips & Rock n’ Roll (6 Episoden)
- 2002: Pas de Trois
- 2009: A Short Stay in Switzerland
- 2009: From Time to Time
- 2010–2015: Downton Abbey
- 2015: A Song for Jenny
- 2017: The Last Kingdom (2 Episoden)
- 2019: Downton Abbey
- 2022: Downton Abbey II: Eine neue Ära (Downton Abbey: A New Era)

Production Managerin
- 1983: Play for Today (1 Episode)
- 1984: Doctor Who (6 Episoden)
- 1987: Screen Two (1 Episode)
- 1987: Theatre Night (1 Episode)
- 1988: Number 27